# Starship Integrated Flight Test 2

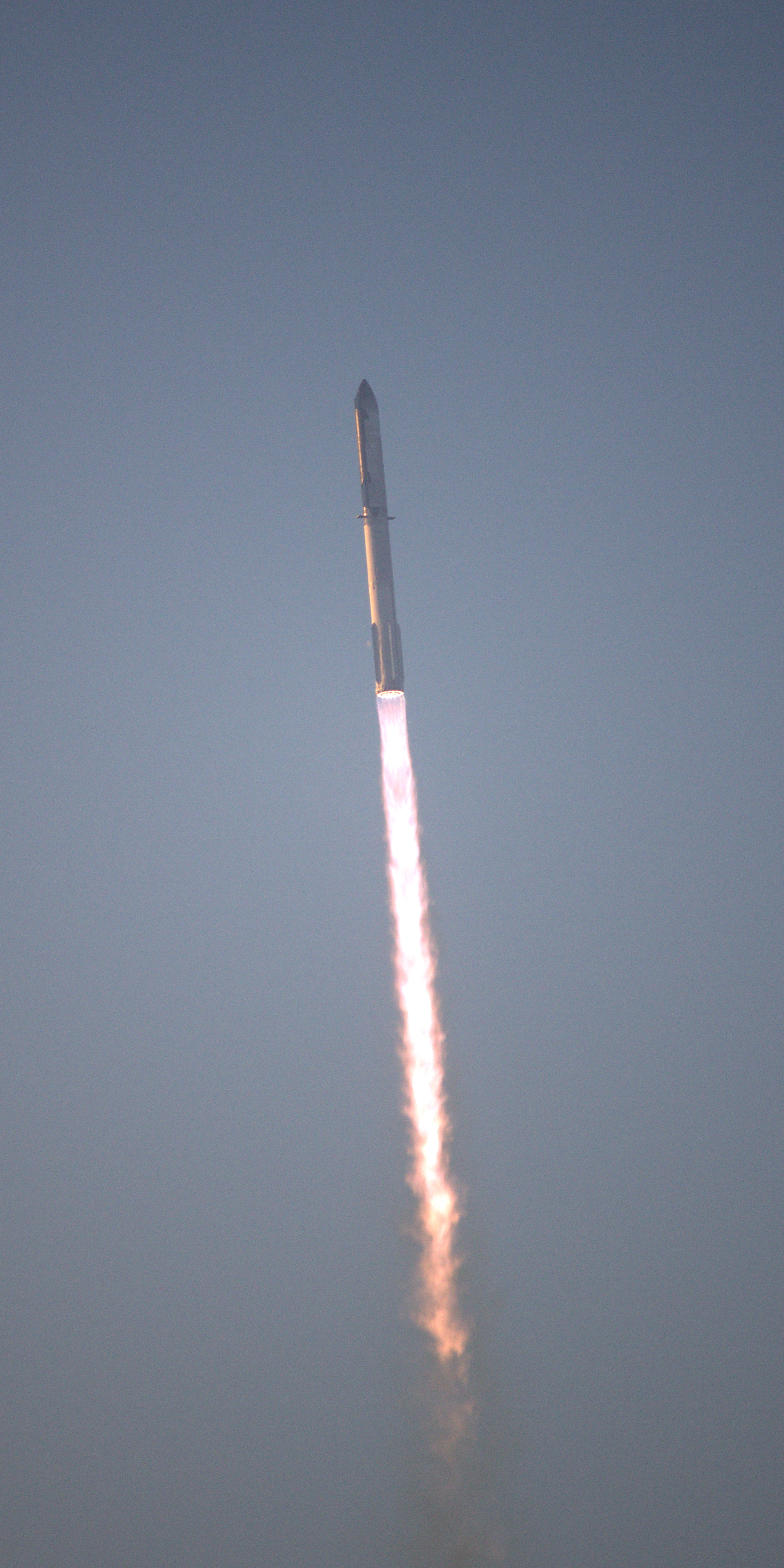
První sekundy po startu letu 18. listopadu 2023

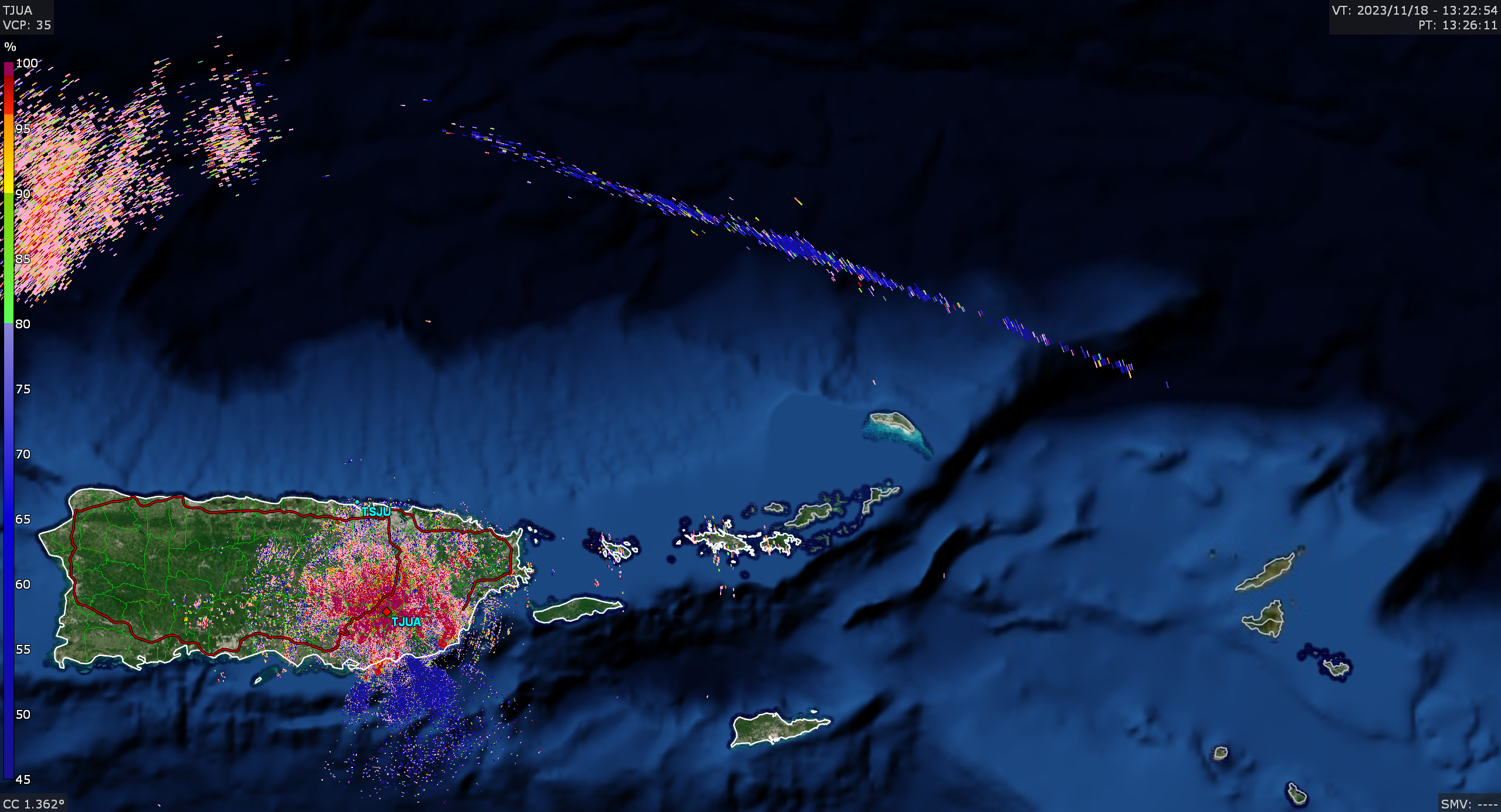
Zbytky kosmické lodi Starship zachycené radary při vstupu do atmosféry severně od Portorika

Starship Integrated Flight Test 2 (IFT-2) byl druhý let kosmické lodi Starship na nosné raketě Super Heavy. Obě součásti sestavy byly vyvinuty a postaveny společností SpaceX podnikatele Elona Muska. Let se uskutečnil 18. listopadu 2023 a skončil po několika minutách, ale s podstatně lepšími výsledky než předchozí pokus.

## Nosná raketa Super Heavy a kosmická loď Starship
Spodní část startovní sestavy tvořila nosná raketa, resp. první, urychlovací stupeň Super Heavy. V případě exempláře Booster 9, použitého při misi IFT-2, dosáhla délka 71 metrů (oproti Boosteru 7 použitému při letu IFT je to o 2 metry více, protože v horní části přibyl dva metry vysoký prstenec s průduchy pro odvedení spalin z motorů lodi Starship během jejich spuštění ještě před oddělením kosmické lodi od urychlovacího stupně). Průměr v celé výšce dosahoval 9 metrů, hmotnost boosteru bez paliva se pohybovala mezi 160 a 200 tunami, z toho asi 80 tun připadlo na nádrže. Pohon zajišťovalo celkem 33 motorů Raptor, které měly při plném výkonu souhrnný tah asi 76 MN, což ze sestavy činilo nejsilnější raketu v historii dobývání vesmíru. Nádrže urychlovacího stupně pojmuly celkem 3 400 tun pohonných hmot, z toho zhruba tři čtvrtiny kapalného kyslíku a zbytek podchlazeného kapalného metanu. Těsně pod horním okrajem boosteru jsou umístěna čtyři roštová kormidla pro řízení stupně při přistání, podobně jako se to SpaceX osvědčilo již u jejího dříve vyvinutého nosiče Falcon 9.
Kosmická loď Starship tvořila horní část sestavy. Byla 50 metrů vysoká a po většinu délky udržovala průměr 9 metrů, tedy shodný s urychlovacím stupněm – až v horní čtvrtině se průměr postupně zmenšoval a vytvářel zaoblenou kuželovitou špičku. Šest motorů Raptor – tři optimalizované pro provoz ze vesmírném vakuu, tři pro provoz v atmosféře – mělo k dispozici celkem 1200 tun pohonných látek. SpaceX udávalo kapacitu nákladu 100 až 150 tun.
Obě součásti byly vyvinuty jako plně znovupoužitelné a určené pro vynášení satelitů a dalších kosmických těles, zásob včetně paliva, i pro vesmírnou turistiku, cesty k Měsíci a meziplanetární lety.

## Příprava a průběh letu
Pro let se počítá s použitím kosmické lodi Starship s výrobním označením S25 a urychlovače Super Heavy s označením Booster 9.
Let naváže na první let obdobné sestavy (Starship S24 a Super Heavy Booster 7) uskutečněný 20. dubna 2023, který skončil po 3 minutách a 59 sekundách řízenou destrukcí celé sestavy.
Zakladatel SpaceX Elon Musk po krátkém prvním letu konstatoval, že tým získal mnohá ponaučení pro další let, který se uskuteční během několika měsíců. Den po neúspěšném startu uvedl: "Před třemi měsíci jsme začali stavět masivní ocelovou desku s vodním chlazením, která bude umístěna pod startovací lavicí. Nebyla včas hotová a my jsme se na základě údajů o statickém zážehu mylně domnívali, že vysoce odolný beton Fondag jeden start vydrží. "Vypadá to, že za 1 až 2 měsíce můžeme být připraveni k dalšímu startu", řekl.
FAA bezprostředně po neúspěšném prvním startovním pokusu oznámila, že bude dohlížet na vyšetřování nehody a další lety budou možné, až FAA rozhodne, že žádný systém, proces nebo postup související s nehodou nemá vliv na veřejnou bezpečnost.
O dva měsíce později, 25. června 2023, pak Elon Musk oznámil, že k dosažení připravenosti na druhý pokus o dosažení oběžné dráhy SpaceX bude potřebovat dalších zhruba šest týdnů na dokončení stovek úprav a změn na kosmické lodi, urychlovači a startovací rampě. Mezi hlavní zásahy patří zavedení nové verze motorů Raptor 2 s mírně zvýšeným výkonem, jednodušším výrobním postupem a s elektrickým řízením vektoru tahu (pohybu trysek kvůli ovládání směru letu), které bylo u předchozích prototypů hydraulické. Elektrický pohon umožní jednodušší ovládání motoru během letu a sníží hmotnost vybavení. Vylepšena ale bude také ochrana motorové sekce pro případ selhání některého z motorů, což je zjevná reakce na vývoj během prvního testovacího letu. Další významnou změnou je úprava spojení lodi s boosterem – zatímco při předchozím letu obě součásti těsně doléhaly na sebe a kosmická loď měla spustit svých šest motorů až po odpojení od boosteru, nově se budou motory kosmické lodi kvůli lepší efektivitě nosiče spouštět ještě před odpojením. To si samozřejmě vyžádalo ochranu horní části boosteru, aby nebyla poškozena jeho znovupoužitelnost. Na horní část boosteru Super Heavy bude proto doplněn nástavec s průduchy, které odkloní výfukové plyny směrem od boosteru. Elon Musk řekl, že právě tuto změnu považuje pro nadcházející let jako nejrizikovější.

### Plánovaný průběh letu
I při druhém pokusu SpaceX počítá s původně uvažovanou trajektorií. Raketa by měla odstartovat ze základny Starbase v Boca Chica na texaském pobřeží Mexického zálivu a stoupat v koridoru mezi Floridou a Kubou. Urychlovací stupeň by se měl od kosmické lodi oddělit asi 170 sekund po startu, vrátit se a přistát na mořskou hladinu asi 32 km od pobřeží Mexického zálivu. Kosmická loď Starship mezitím měla vystoupat až do výšky asi 235 kilometrů nad povrchem Země po transatmosférické oběžné dráze (s perigeem v atmosféře Země), což by umožnilo návrat po necelém jednom oběhu bez nutnosti opětovného spuštění motorů kvůli brzdicímu manévru. K měkkému přistání do moře by došlo po 90 minutách letu, asi 100 km od některého z havajských ostrovů.

### Příprava boosteru, kosmické lodi a startovací rampy
Vzhledem k podobnému plánu mise je Starship S25 velmi podobná lodi S24 zničené při předchozím testovacím letu, včetně vybavení tepelným štítem pro bezpečný vstup zpět do atmosféry. Byl vytvořen také nákladový prostor, ale poté natrvalo uzavřen. Od listopadu 2022 do března 2023 probíhaly opakované kryogenní testy kvůli ověření strukturální integrity lodi (pevnosti konstrukce při různých teplotních podmínkách, které mohou nastat během kosmického letu). Ve třetím týdnu května 2023 technici loď přesunuli na rampu pro suborbitální starty k testování motorů, kde se 21. června 2023 uskutečnila úspěšná zkouška celé sekvence tankování nádrží a spuštění čerpadel zásobujících motory pohonnými látkami, ovšem bez skutečného zažehnutí (tzv. prime spin test). A 26. června 2023 loď absolvovala také první statický zážeh s několikavteřinovým spuštěním všech motorů.
Kotouč motorové sekce na spodku Boosteru 9 byl poprvé spatřen 24. října 2021. Koncem roku 2022 bylo dokončeno sestavování celého stupně a 15. prosince 2022 byl přesunut na kryostanici, kde byly ještě před koncem roku úspěšně provedeny dva testy strukturální integrity konstrukce. Poté se stupeň vrátil do výrobního areálu k instalaci motorů Raptor. K prvnímu natankování dokončeného Boosteru 9 pohonnými hmotami došlo 23. července 2023, po úspěšném čerpání zůstal stupeň naplněn dalších asi 90 minut 
Systém vodní ochrany startovací rampy prošel první zkouškou 17. července 2023. A už 6. srpna 2023 následoval další test, při němž se ovšem spustilo také všech 33 motorů Raptor 2 při statickém zážehu. I když trval necelé tři vteřiny, dokázaly se 4 motory vypnout dříve. SpaceX přesto test zhodnotila jako posun „o další krok blíže k dalšímu letovému testu”. O 3 týdny později, 25. srpna, pak spustila všechny motory znovu – zážeh trval plánovaných 6 sekund, spustilo se všech 33 motorů a předčasně se vypnuly dva. SpaceX tento statický zážeh označila za úspěšný.
Starship 25 byla 5. září 2023 převezena ke startovací rampě a o den později usazena na své místo na nosiči Booster 9. Elon Musk při té příležitosti prohlásil, že Starship je připravena odletět a čeká se na povolení FAA. V následujících dnech byla Starship celkem pětkrát uvolněna a sejmuta z vrcholu nosiče Booster 9 a poté znovu vyzvednuta. A 25. října SpaceX provedla poslední zásadní test před startem označovaný jako "zkouška mokrých šatů" (wet dress rehearsal) – proběhla celá předstartovní sekvence včetně naplnění nádrží boosteru i lodi pohonnými látkami. A už 2. listopadu byla Starship 25 znovu, už po šesté, odmontována a snesena z boosteru, aby na obou částech mohly 9. listopadu na Boosteru 9 začít práce na montáži systému přerušení letu (Flight Termination System, FTS), který má životnost jen něco málo přes dva týdny. Starship byla na vršek nosiče znovu usazena o den později, ale další pohyb opačným směrem následoval už 12. listopadu. Tentokrát byla důvodem finální předstartovní oprava dlaždic tepelné ochrany lodi (Thermal Protection System, TPS). Na své místo na vrcholu Boosteru 9 se Starship 25 vrátila odpoledne místního času 15. listopadu 2023.
Kvůli opravě pohonu roštových kormidel na vršku boosteru musela být kosmická loď Starship 16. listopadu 2023 ještě jednou sejmuta z vrchu sestavy, stejně jako prstenec s průduchy pro odvedení spalin; k opětovnému, a definitivnímu, vynesení prstence a lodi došlo 17. listopadu, méně než den před naplánovaným startem.

### Termín startu
SpaceX 15. května 2023 podala u Federální komise pro komunikace (FCC) žádost o povolení komunikačního provozu při druhém letu pro období od 15. června do 15. prosince 2023. A 15. srpna předložila Federálnímu úřadu pro letectví (FAA) pro účely jeho vyšetřování závěry svého šetření příčin neúspěchu prvního letu a návrh – částečně již provedených – opatření, jak se při druhém letu dobrat lepšího výsledku. 
FAA oznámil závěry svého vyšetřování 8. září 2023 – nalezl „více hlavních příčin“ selhání prvního startovního pokusu, které ale nezveřejní, protože jde o informace podléhající právní ochraně. Úřad také stanovil 63 nápravných opatření, která musí SpaceX před dalším startem provést, než uskuteční další lety. Dříve vydaná licence se totiž týkala jen jediného letu a musí tedy být před příštím startem modifikována. Opravná opatření zahrnují „přepracování hardwaru vozidla, aby se zabránilo únikům a požárům, přepracování odpalovací rampy za účelem zvýšení její robustnosti, začlenění dalších revizí do procesu návrhu, dodatečná analýza a testování kritických bezpečnostních systémů a komponent, včetně systému autonomní bezpečnosti letu, a uplatňování dalších postupů kontroly změn.“ Úřad dodal, že „uzavření vyšetřování nehody FAA nepředurčuje výsledky žádných probíhajících nebo budoucích ekologických kontrol spojených s provozem kosmické lodi Starship v Boca Chica," což byla připomínka skutečnosti, že souběžně pokračuje projednávání žaloby čtyř národních i regionálních ekologických organizací na FAA za to, že pro první testovací let udělila licenci. K FAA jako žalované straně se později připojila společnost SpaceX.
Elon Musk 10. září 2023 oznámil, že společnost SpaceX již FAA prokázala splnění 57 ze 63 požadovaných nápravných opatření, přičemž zbylých šest se týká až dalších letů. Úřadující administrátorka FAA Polly Trottenbergová 13. září 2023 reagovala, že by úprava licence pro druhý let mohla být vydána už v říjnu, a vedoucí kanceláře pro komerční vesmírnou dopravu FAA Kelvin Coleman o 5 dní později dokonce prohlásil, že se úřad snaží uzavřít bezpečnostní kontrolu do konce října.
SpaceX kromě toho musí získat samostatné povolení od Správy USA pro ochranu ryb, volně žijících živočichů a planě rostoucích rostlin (U.S. Fish and Wildlife Service, FWS). Ta ale 18. září 2023 informovala, že ještě nezačala formální konzultace s FAA, protože nemá všechny informace, které potřebuje k aktualizaci svého biologického hodnocení. Toto přezkoumání provádí FAA ve spolupráci s FWS podle zákona o ohrožených druzích. A mluvčí FWS 19. září řekl, že její zástupci probírají detaily projektu s pracovníky FAA, aby pochopili rozsah nových účinků systému vodní ochrany rampy, a že mají 135 dní na vydání konečného stanoviska.
FAA skutečně podle původního příslibu 31. října 2023 zveřejnil stanovisko, že uzavřel bezpečnostní přezkum jako součást hodnocení pro licence, a současně informoval, že společnost SpaceX dokončila všechna nápravná opatření, která požadovala zpráva FAA z 8. září 2023 o vyšetřování nehody při prvním testovacím startu v dubnu 2023. Dodal navíc, že environmentální přezkoumání je posledním hlavním prvkem procesu hodnocení pro licencí.
FAA přitom už 5. října zaslal zaslal FWS své konečné biologické hodnocení. FWS měla na přezkoumání dokumentu až 30 dní, ale svou kontrolu dokončila 19. října, načež znovu zahájila formální konzultaci a FAA podle zákona o ohrožených druzích s FAA.
Americká pobřežní stráž (U. S. Coast Guard) 1. listopadu v pravidelném přehledu lokálních upozornění pro námořníky (Local Notice To Mariners) uvedla na 6. listopadu (a na všechny následující dny do uskutečnění letu) od 5:25 do 11:55 lokálního času (centrální standardní čas, CST) seznam rizikových oblastí moře ohrožených potenciálními vlivy startu rakety ze základny Boca Chica, včetně možného dopadu zbytků rakety.
SpaceX 3. listopadu 2023 oznámila, že start by se mohl odehrát nejdříve v polovině listopadu 2023. A o tři dny později bylo vydáno rozhodnutí okresního soudce v Cameron County o uzavření pláže Boca Chica a části blízké silnice State Highway 4 na 13. listopadu 2023 od půlnoci do 14:00 tamního Centrálního standardního času (CST) (07:00 až 21:00 středoevropského času) se záložními termíny 14. a 15. listopadu ve stejných časech.
SpaceX 10. listopadu poprvé naznačila možný termín startu – 17. listopadu 2023 – čeká se pouze na konečné schválení regulátorem. Elon Musk pak o 4 dny později oznámil, že podle informace, kterou obdržel, by licence mohla být vydána tak, aby se start 17. listopadu mohl uskutečnit. Mezitím FWS skutečně 14. listopadu poslala FAA své očekávané stanovisko, na jehož základě FAA vydal o den později licenci k jednomu dalšímu zkušebnímu startu včetně všech souvisejících aktivit a přitom konstatoval, že „SpaceX splnila všechny bezpečnostní a environmentální požadavky a požadavky veřejných politik a finanční odpovědnosti." SpaceX obratem naplánovala první startovní pokus na 17. listopadu, ráno místního času, ale necelých 24 hodin před plánovaným termínem start o den – na záložní termín 18. listopadu – odložila kvůli nutnosti výměny elektrického pohonu jednoho z roštových kormidel na vršku Boosteru 9.

### Průběh letu
Super Heavy Booster 9 se Starship 25 odstartoval 18. listopadu v 13:02:55 UTC, tedy na začátku vymezeného dvacetiminutového startovního okna (13:00 – 13:20 UTC). Po normálním průběhu odpočítávání se čas zastavil asi 40 sekund před zapálením motorů kvůli nedokončenému natlakování nádrží horního stupně, ale po několika minutách se znovu rozběhlo. Ve správný čas se zapálilo všech 33 motorů Raptor a sestava se v pořádku vznesla. Očekávaný průběh letu pokračoval až k okamžiku vypnutí motorů boosteru, zážehu všech šesti motorů kosmické lodi a oddělení obou součástí ve 2. minutě a 48 sekundě letu ve výšce asi 74 km nad Zemí. Po něm Starship pokračovala vzhůru a booster se vydal na cestu k plánovanému přistání na vodu, ovšem v čas 3:21 explodoval, když setrvačností vystoupal podle telemetrických údajů do výše asi 90 km na Zemí; příčina výbuchu zatím není jasná.
Kosmická loď dále pokračovala v bezproblémovém letu a podle telemetrických dat vystoupala v osmé minutě po startu do výšky 148 kilometrů a dosáhla rychlosti přes 24 tisíc kilometrů za hodinu, tedy bezmála orbitální rychlosti nutné pro udržení kosmického tělesa na oběžné dráze (ISS létá kolem Země rychlosti 27 tisíc km/h). Poté však došlo ke ztrátě telemetrie a její příjem už se nepodařilo obnovit. SpaceX o chvíli později připustila ztrátu kosmické lodi a později potvrdila její bezpečné zničení autodestrukčním systémem, ale ani v tomto případě zatím neoznámila příčinu selhání.
Zbytky kosmické lodi vstoupily zpět do atmosféry a z větší části shořely. Meteorologické radary je zaznamenaly podél plánované trajektorie nad Karibským mořem, nejméně jeden větší kus byl zaznamenán přímými svědky z Portorika.
Kosmodrom včetně integrační věže a startovní lavice nebyl – na rozdíl od prvního pokusu v dubnu – nijak významně poškozen. Totéž se týká i okolí, což potvrzuje i otevření silnice vedoucí kolem kosmodromu pro provoz po pouhých 4 hodinách po startu – americká televize CNN připomněla, že po dubnovém startu byla tato cesta uzavřena mnohem déle.

### Reakce
SpaceX druhý letový test označila za úspěšný díky správnému spuštění všech motorů, úspěšnému oddělení boosteru a kosmické lodi a dosažení výšky bezmála 150 kilometrů nad povrchem Země.
Elon Musk se bezprostředně po startu omezil na gratulaci týmu SpaceX. O 2 dny později na platformě X uvedl, že bude SpaceX na třetí pokus připravena během 3 nebo 4 týdnů.
Ředitel NASA, astronaut Bill Nelson ve svém stanovisku pogratuloval týmům, „které dosáhly pokroku v dnešních letových zkouškách” a dodal, že „dnešní test je příležitostí se učit – a pak znovu létat”.  Odkázal také na skutečnost, že NASA s lodí Starship počítá při návratu člověka na Měsíc v rámci programu Artemis, včetně dopravy astronautů na měsíční povrch.
FAA (Federální úřad pro letectví) konstatoval, že během letu nastala anomálie, která vedla ke ztrátě nosiče, nebyla však hlášena žádná zranění ani škody na veřejném majetku. Současně úřad oznámil, že bude dohlížet na SpaceX a zajistí, aby společnost dodržovala schválený plán vyšetřování nehody a další regulační požadavky.
Elon Musk v polovině ledna 2024 konstatoval, že exploze lodi v osmé minutě letu byla způsobena vyvětráním kapalného kyslíku, který byl v lodi, protože nenesla žádný náklad. "Takže ironicky, kdyby to mělo užitečné zatížení, dostalo by se na oběžnou dráhu," řekl Musk doslova na setkání zaměstnanců SpaceX. Dodal, že mu hladký průběh letu dodal optimismus pro budoucí mise, že cítí dobrou šanci na dosažení oběžné dráhy s letem 3 a pak rychlou kadenci k dosažení plné a rychlé opětovné použitelnosti, včetně zahájení vypouštění velkých internetových satelitů nové generace Starlink na palubě lodi Starship do konce roku 2024.
FAA své vyšetřování uzavřel 26. února 2024. Akceptoval při tom základní příčiny selhání nosiče Super Heavy i kosmické lodi Starship, jak je identifikovala společnost SpaceX. Současně přijal návrh nápravných opatření – 7 probooster a 10 pro kosmickou loď. U Super Heavy jde mimo jiné „přepracování hardwaru vozidla za účelem zvýšení filtrace nádrže“ nebo „aktualizované modelování systému řízení vektoru tahu“. U Starship nápravná opatření zahrnují např. „přepracování hardwaru za účelem zvýšení odolnosti a snížení složitosti“, „změny hardwaru za účelem snížení úniků“ nebo „instalaci další protipožární ochrany“. FAA uvedl, že mu SpaceX musí nejprve prokázat, že tato nápravná opatření provedla. Teprve pak bude možné schválit změnu licence nutnou pro připravovaný třetí start. Za připomenutí v této souvislosti stojí, že po prvním letu uskutečněném 20. dubna 2023 bylo nápravných opatření stanoveno celkem 63.
SpaceX ve svém vlastním prohlášení o vyšetřování téhož dne uvedla, že kosmická loď záměrně vezla nadbytečné množství okysličovadla, aby bylo možné shromažďovat podobné letové údaje, jako při budoucím letu s nákladem. Tento dodatečný kyslík ale bylo nutné před návratem do atmosféry vypustit, aby loď dosáhla požadované maximální hmotnosti pohonných hmot při přistání. Právě při vypouštění této nadbytečné zásoby vzniklo několik explozí a požárů, které znemožnily ovládání a vyvolaly vypnutí všech šesti motorů, po němž se spustila automatická destrukce. SpaceX také informovala, že booster Super Heavy se rozpadl asi 90 kilometrů nad zemí poté, co se několik z jeho 13 motorů určených pro návratový manévr vypnulo. Nejpravděpodobnějším vysvětlením přitom je ucpání filtru v potrubí kapalného kyslíku, které snížilo vstupní tlak v turbočerpadlech, což nakonec vedlo k selhání jednoho motoru způsobem, který měl za následek ztrátu vozidla.